# Kościół św. Klemensa w Levym Hradcu
Kościół rzymskokatolicki św. Klemensa – kościół znajdujący się w miejscowości Levý Hradec, jest to najstarszy chrześcijański kościół w Czechach, założony przez pierwszego historycznie potwierdzonego księcia czeskiego Borzywoja I w roku 884. Z pierwotnej rotundy zachowały się do dzisiaj jedynie fundamenty pod barokową nawą z XVII w. Przy kościele znajduje się cmentarz pochodzący z XI wieku.